# Chlorophorus touzalini
Chlorophorus touzalini là một loài bọ cánh cứng trong họ Cerambycidae.